# Exército Revolucionário do Povo (Argentina)

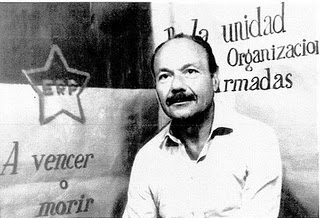
Homem em cativeiro antes de ser assassinado pelo exército revolucionário do povo

O Exército Revolucionário do Povo (em castelhano:  Ejército Revolucionario del Pueblo, ERP) foi um grupo guerrilheiro argentino, influenciado por ideias de extrema-esquerda guevaristas (maioria) e trotskistas (minoria), sendo o braço armado do antigo Partido Revolucionário dos Trabalhadores (PRT). Foi fundado em 1970 por Mario Roberto Santucho. Durante a ditadura na Argentina, seu foco de Tucumán foi aniquilado pelo Exército Argentino. O movimento foi derrotado em julho de 1976, e Santucho, seu dirigente máximo, foi morto pelo exército sob o capitão Juan Carlos Leonetti no dia 19.